# KAI KUH-1 Surion
KAI KUH-1 Surion je jihokorejský lehký dvoumotorový víceúčelový vrtulník vyráběný společností Korea Aerospace Industries (KAI). Vrtulník byl vyvinut ve spolupráci KAI a evropské zbrojovky Eurocopter (nyní Airbus Helicopters) jako náhrada za zastarávající lehké vrtulníky UH-1H a 500MD jihokorejské armády a letectva. Různé varianty vrtulníku lze použít k celé řadě úkolů, například k přepravě výsadku, likvidaci ponorek, misím SAR, policejním misím, hašení požárů, nebo k evakuaci raněných (MEDEVAC). Vyvíjena je také civilní verze typu Surion.

## Vývoj

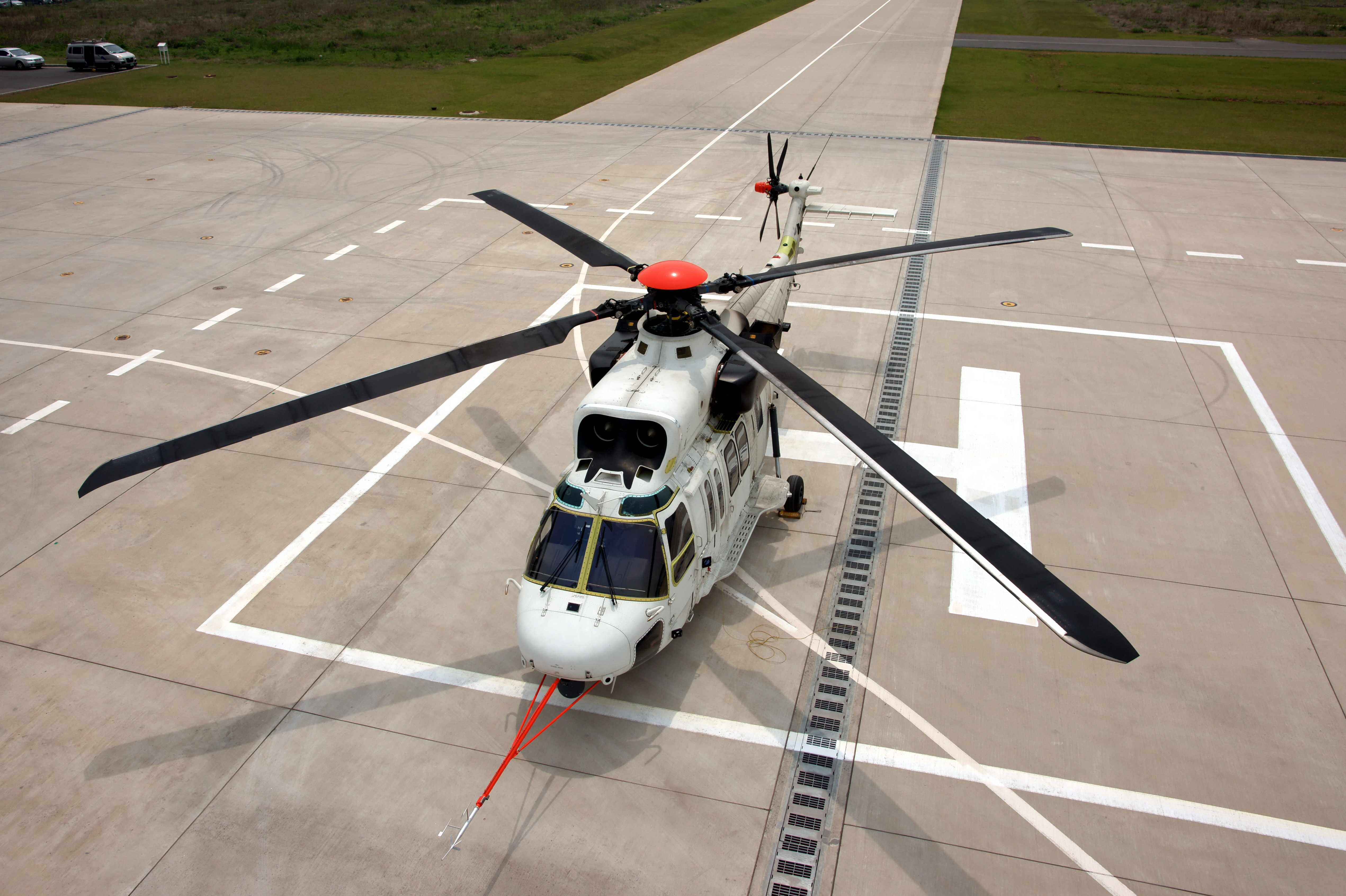
KUH-1 Surion

Vrtulník KUH-1 (Korean Utility Helicopter – korejský víceúčelový vrtulník) byl vyvinut v rámci programu KHP (Korean Helicopter Programme). Požadavky na jeho vývoj byly zveřejněny v dubnu 2005, přičemž v prosinci 2005 bylo rozhodnuto, že partnerem zbrojovky KAI v programu KHP se stane evropský Eurocopter. Vývoj vrtulníku byl zahájen v červnu 2006. Postaveno bylo celkem šest prototypů, z toho čtyři letové. První prototyp byl dokončen v červenci 2009, přičemž tehdy byl typ oficiálně pojmenován Surion. K prvnímu vzletu prototypu KUH došlo 10. března 2010. Typ byl do operační služby zaveden roku 2012. Jihokorejské letectvo objednalo 245 kusů základní verze KUH-1 Surion, jejichž dodávky probíhají od roku 2012 a mají trvat osm až deset let. První bojové nasazení vrtulník prodělal v srpnu 2015, kdy se Suriony podílely na evakuaci osob raněných v blízkosti demilitarizované zóny severokorejskou dělostřeleckou palbou.
Ze základní verze KUH-1 je odvozena od srpna 2014 vyvíjená varianta pro evakuaci raněných KUH-1 MEDEVAC, jejíž vývoj má být dokončen v prosinci 2016. Odf KUH-1 je odvozena také policejní verze KUH-1P vyvinutá v letech 201122013. Jihokorejská pollicie do roku 2015 objednala čtyři tyto stroje.
V červenci 2013 výrobce KAI zahájil vývoj obojživelné výsadkové verze Surionu (MUH Marienon) pro jihokorejskou námořní pěchotu. Tato verze má operovat především z vrtulníkových výsadkových lodí třídy Dokdo. Liší se mimo jiné doletem prodlouženým na 524 km. K prvnímu letu prototypu výsadkové verze došlo v lednu 2015. Vývoj této verze byl dokončen v prosinci 2015. Na přelomu let 2016/2017 bylo objednáno 30 vrtulníků této verze. Dodány mají být v letech 2017–2023.
Plánován je rovněž vývoj námořní protiponorková verze (KUH ASW), námořnictvo Korejské republiky však od roku 2016 přebírá nové vrtulníky Leonardo AW159 Wildcat a není jasné, zdali má v úmyslu paralelně provozovat dva různé typy.
V červenci 2017 jihokorejský dozorčí Auditorský a inspekční úřad (BAI) uvedl, že vrtulníky KUH-1 Surion nejsou letuschopné, protože vykazují celou řadu nedostatků. Například nemají ochranu proti bleskům, odmrazovací zařízení a jejich motory postrádají certifikaci. Úřad nařídil zastavení dodávek Surionů a zároveň požaduje vyšetřování představitelů vyzbrojovacího úřadu DAPA, kterým byly vrtulníky uznány schopnými služby.
Roku 2022 začal vývoj ozbrojené verze vrtulníku MAH Marineon určené pro palebnou podporu výsadkových operací. Tato verze využívá avioniku a zbraňové systémy vyvinuté pro lehký bitevní vrtulník KAI LAH-1 Miron. Do roku 2024 byly dokončeny tři prototypy. V říjnu 2024 skončily pozemní zkoušky. Dne 17. prosince 2024 prototyp MAH Marineon úspěšně absolvoval první let. Vrtulník této verze se mimo jiné vyznačuje silnou výzbrojí. Pod přídí je umístěn 20mm rotační kanón a vrtulník je vybaven pomocnými křídly s celkem šesti závěsníky. Například může nést protitankové střely Cheongeom, protiletadlové řízené střely, nebo protizemní neřízené rakety. Tuto verzi pohání motory General Electric/Hanwha Aerospace T700-701K o výkonu 1855 shp. Zesílena je ochrana proti korozi a vrtulník je vybaven prostředky pro udržení na hladině v případě nouzového přistání. Hlavní rotor má skládací listy.
Dne 16. června 2025 úspěšně absolvoval první let prototyp varianty označované MCH (Mine Countermeasure Helicopter), tedy sloužící k likvidaci námořních min. Její vývoj začal roku 2022 na základě verze MUH-1 Marineon. Pozemní testy prototyp prošel v březnu 2025.

## Export
V prosinci 2024 společnost KAI informovala o objednávce vrtulníků KUH-1 Surion pro Irák. Dodány mají být do roku 2029.

## Konstrukce

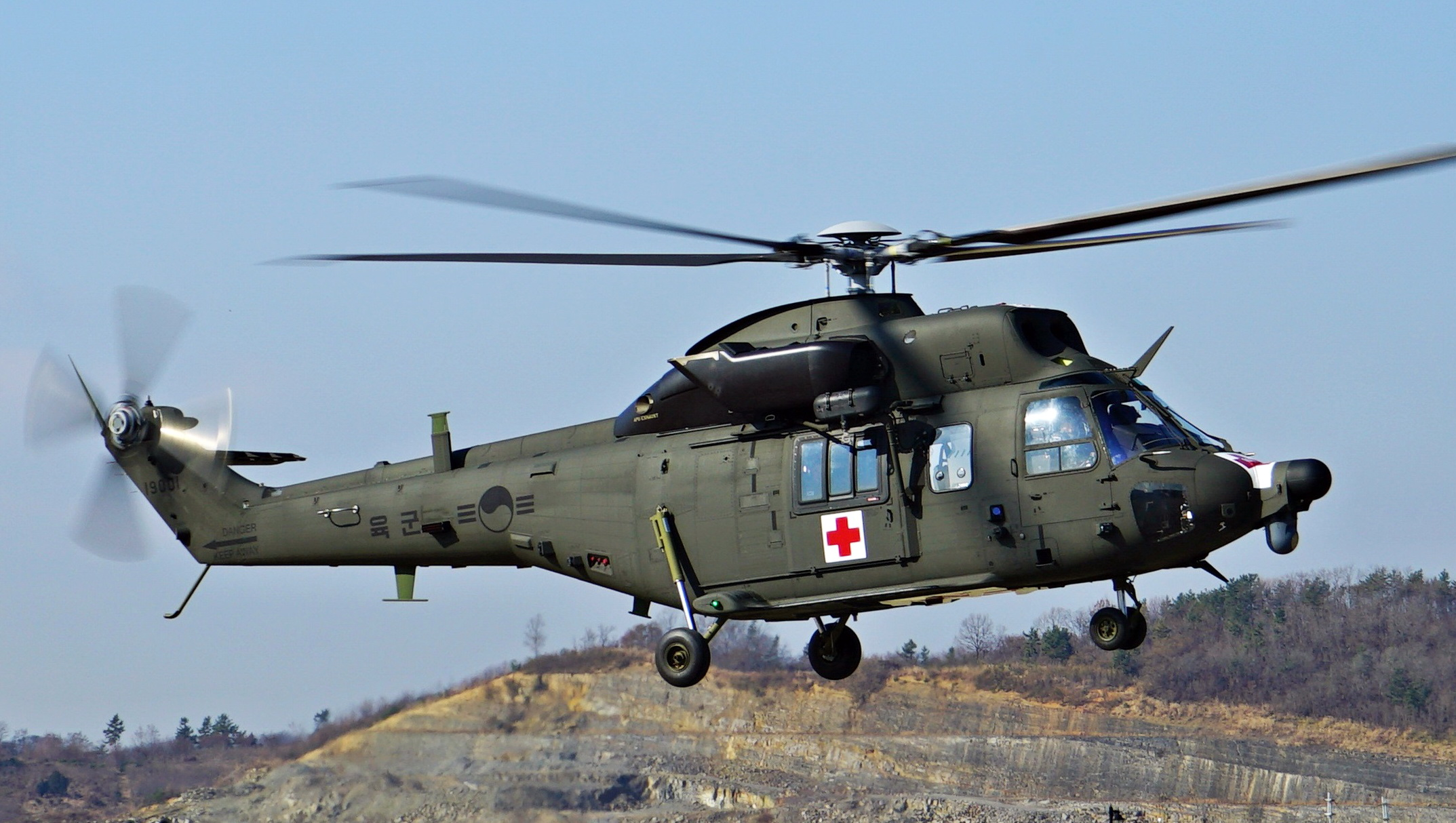
KUH-1 MEDEVAC

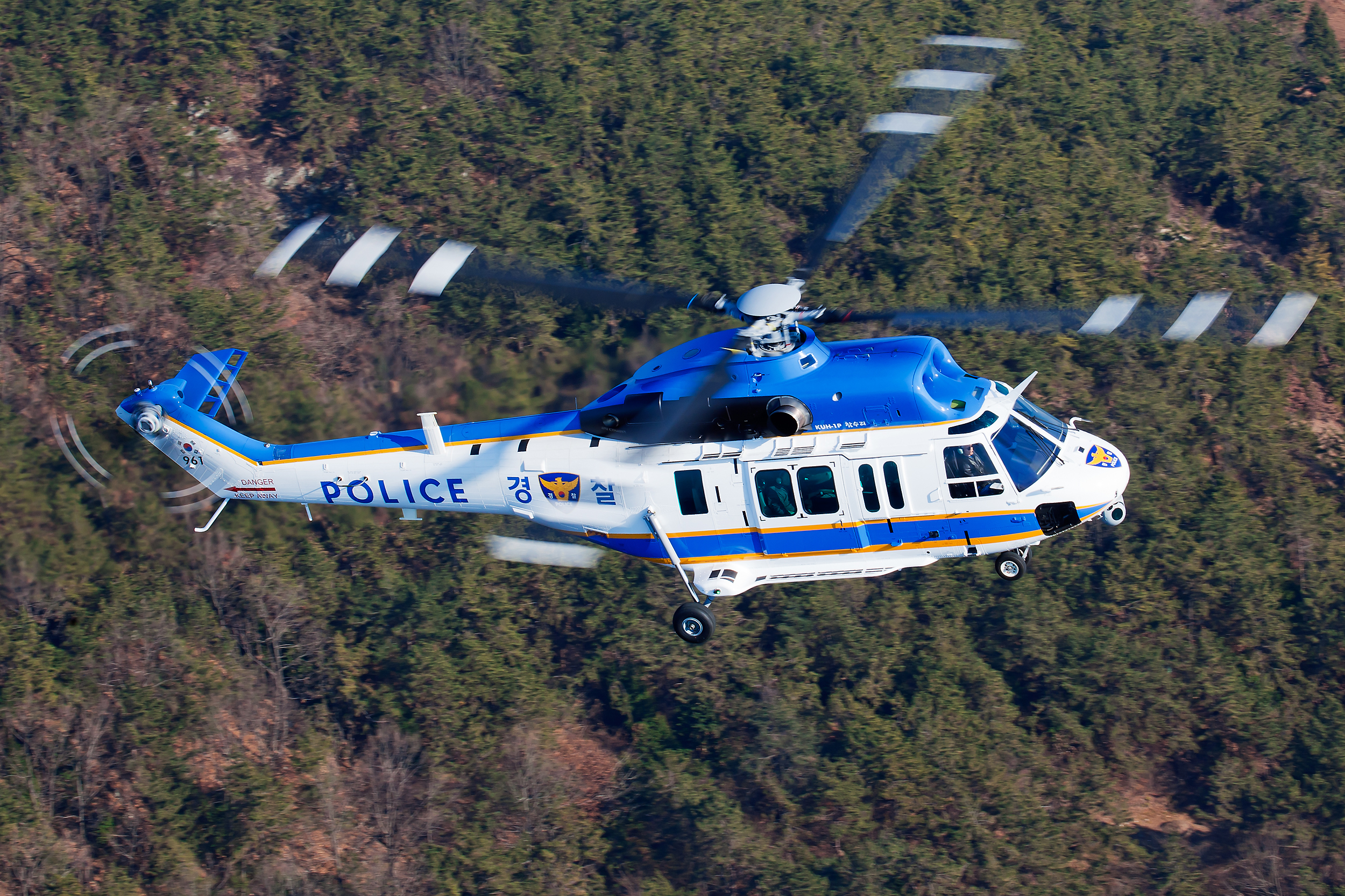
Policejní KUH-1P

Jedná se o vrtulník klasické koncepce se čtyřlistým hlavním a čtyřlistým vyrovnávacím rotorem. Pohonný systém tvoří dva turbohřídelové motory General Electric T-700, každý o výkonu 1383 kW. Vrtulník je vybaven zatahovacím podvozkem. Pro vlastní nese elektronický systém EADS Defence and Security MILDS AN/ARR-60. Armádní vrtulníky mohou nést dva boční kulomety ovládané střelci a až šest protitankových řízených střel BGM-71 TOW s dosahem 3750 m.
Námořní verze má kabinu vybavenou pancéřováním odolným nábojům do ráže 7,62 mm. Palivové nádrže odolají zásahům nábojů ráže až 14,5 mm. Námořní výsadková verze má ručně sklopné rotorové listy.

## Varianty
- KUH-1 Surion – víceúčelový vrtulník pro armádu a letectvo
- KUH-1M – létající ambulance pro evakuaci raněných v bojových podmínkách (MEDEVAC)
- KUH-1P Chamsuri – policejní verze
- MUH-1 Marineon – námořní verze pro výsadkové lodě, jinak též KUH-Amphibious
- KUH-1 ASW – plánovaná protiponorková verze
- MAH Marineon – ozbrojená varianta pro podporu výsadkových operací
- MCH – likvidace námořních min, varianta odvozená od MUH-1 Marineon
- KUH-1FS – hašení požárů (FS jako Forest Service)
- KUH-1CG – pobřežní hlídka

## Uživatelé
Jižní Korea
- Ozbrojené síly Korejské republiky
  - Letectvo – objednáno 245 KUH-1, dodávky začaly roku 2012
  - Námořní pěchota – plánován odběr asi 40 kusů
- Policie – dva KUH-1P dodány roku 2014, třetí roku 2015 a dodání čtvrtého je plánováno na rok 2017.[5]

## Specifikace (KUH-1)

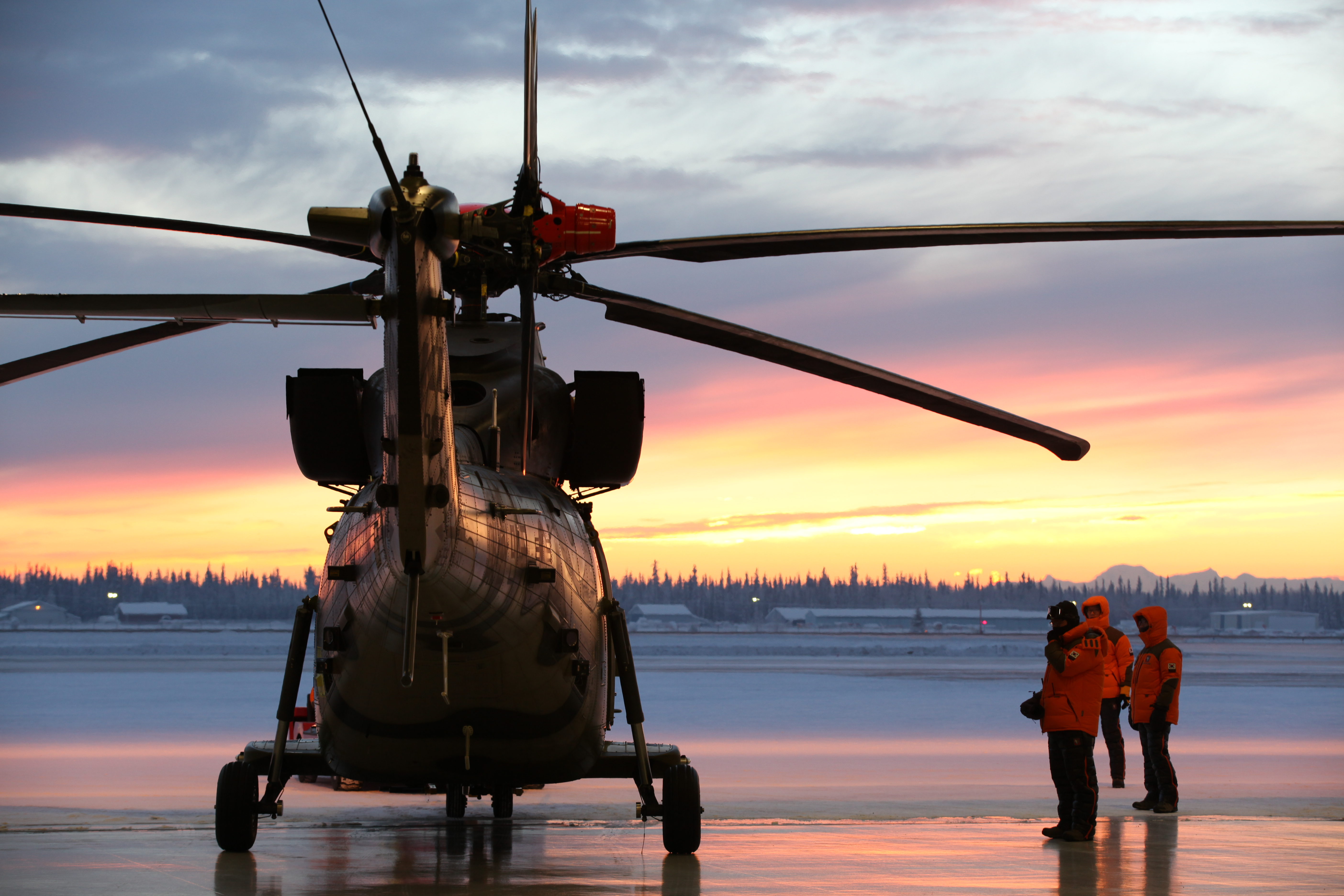
KUH-1 Surion na Aljašce

### Technické údaje
- Posádka: 2 piloti
- Užitečná zátěž: 2 střelci a 9 vojáků, nebo 16 vojáků (KUH-1)
2 střelci a 11 mariňáků (námořní verze)[1]
- Průměr hlavního rotoru: 15,8 m[14]
- Průměr ocasního rotoru: 3,5 m[14]
- Délka: 15 m[1]
- Výška: 4,5 m[14]
- Hmotnost prázdného stroje: 4817 kg[1]
- Maximální vzletová hmotnost : 8709 kg[1]
- Pohonná jednotka: 2× turbohřídelový motor General Electric T-700-701K
- Výkon pohonné jednotky: 1383 kW

### Výkony
- Cestovní rychlost: 269 km/h[1]
- Dolet 260 km[1]
- Dostup: 3000 m[1]
- Stoupavost: 2,53 m/s[1]

### Výzbroj
- 2× kulomety, 6× BGM-71 TOW